# Franz von Ottinger

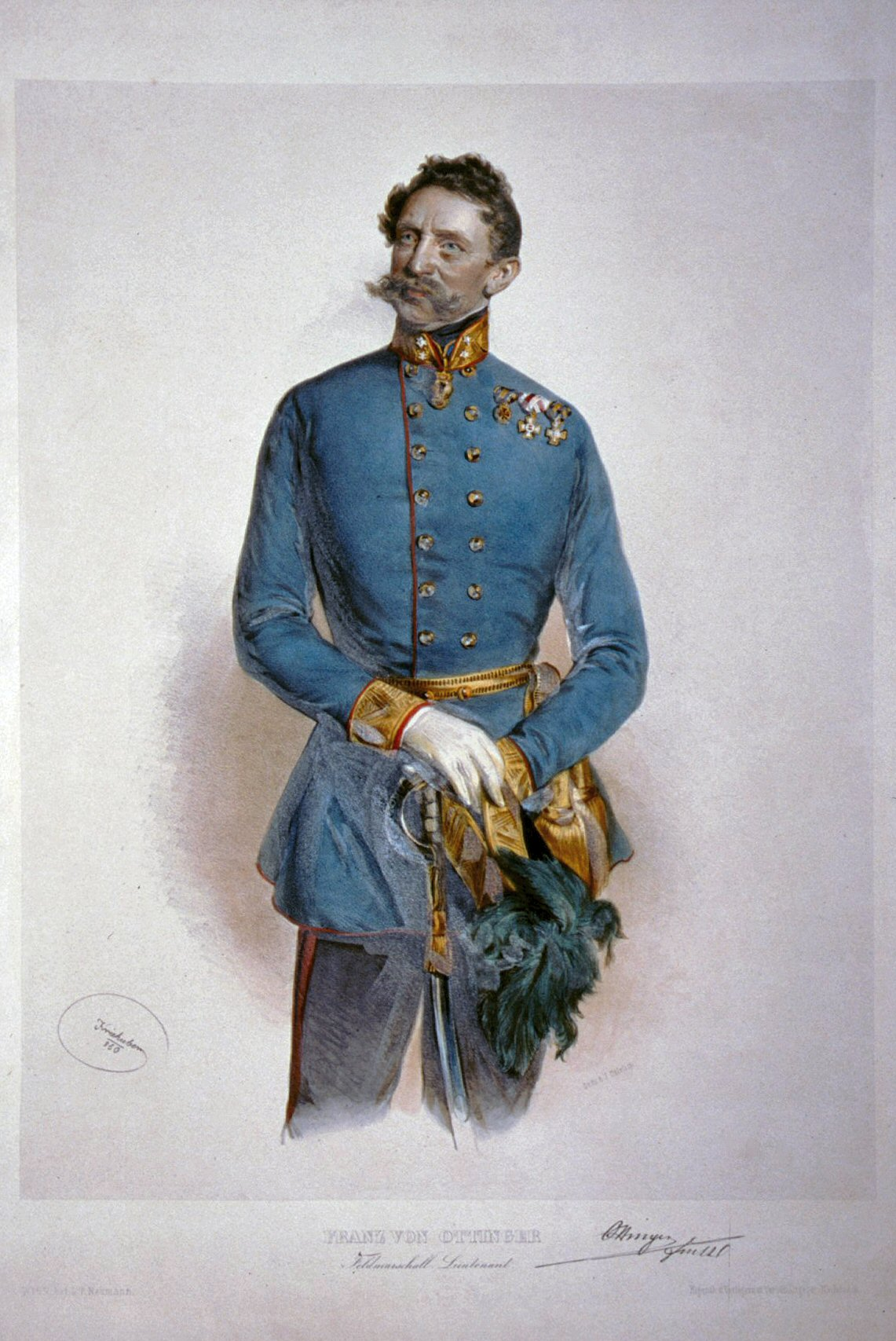
Franz Freiherr von Ottinger, Lithographie von Josef Kriehuber, 1850

Franz Freiherr von Ottinger (* 28. September 1793 in Ödenburg; † 8. April 1869 in Wien) war ein österreichischer General der Kavallerie, Ritter des Militär-Maria-Theresien-Ordens, zweiter Inhaber des Husarenregiments „Kaiser“ Nr. 1 und Wirklicher Geheimer Rat.

## Biographie
Ottinger trat 1810 als Kadett dem Husarenregiment Nr. 5 der Kaiserlichen Armee bei, wurde 1813 zum Offizier im Husarenregiment Nr. 8 befördert und diente anschließend als Oberleutnant wieder im Husarenregiment Nr. 5. Bei einem Gefecht am 17. Februar 1814 nahe des norditalienischen Ortes Cadeo zeichnete er sich besonders aus und sorgte – bis zu seiner Verwundung – dafür, dass ein Teil der bereits abgeschnitten k. k. Infanterie sich der drohenden Gefangenschaft entziehen konnte. Auch in einem Gefecht bei Fiorenzuola am 13. April desselben Jahres erbrachte er besondere Leistungen. Bei diesem militärischen Zusammenstoß durchschwamm er mit seinen Husaren den Taro und wirkte unmittelbar darauf trotz einer erneuten Verwundung am Zurücktreiben der Franzosen bis Castelguelfo mit. Für seinen Beitrag zu diesem Gefecht zeichnete ihn der König von Neapel Joachim Murat mit dem Orden beider Sizilien aus.
Nachdem Ottinger seine Verletzungen auskuriert hatte, erhielt er am 4. Mai 1815 den Auftrag, die feindlichen Truppen, die sich von Macerata nach Fermo zurückzogen, mit Husaren- und Dragonerabteilungen zu beobachten. Dabei gelang es ihm, die gegnerische Kavallerie am Ausgang eines Hohlweges so lange aufzuhalten, bis Verstärkung angerückt war und die feindlichen Truppen besiegt wurden. Weitere öffentliche Anerkennung brachte ihm eine Mission im Jahr 1821 ein, bei der er an der Spitze von 20 Reitern dem kaiserlichen Konsul in Ancona Befehle überbrachte und das Gebiet um den Tronto auskundschaftete.
Bis zum Jahre 1848 war er mit der Ausbildung der Truppen beschäftigt und avancierte währenddessen zügig in der Rangordnung der Armee: Im Jahr 1825 wurde er Rittmeister 2. Klasse, 1830 Rittmeister 1. Klasse, am 25. April 1834 Major, am 5. August 1836 Oberstleutnant – jeweils beim Husarenregiment „König von Sardinien“ Nr. 5. Am 7. Dezember 1838 wurde er schließlich zum Oberst und Kommandant des Husarenregiments Nr. 1 ernannt.

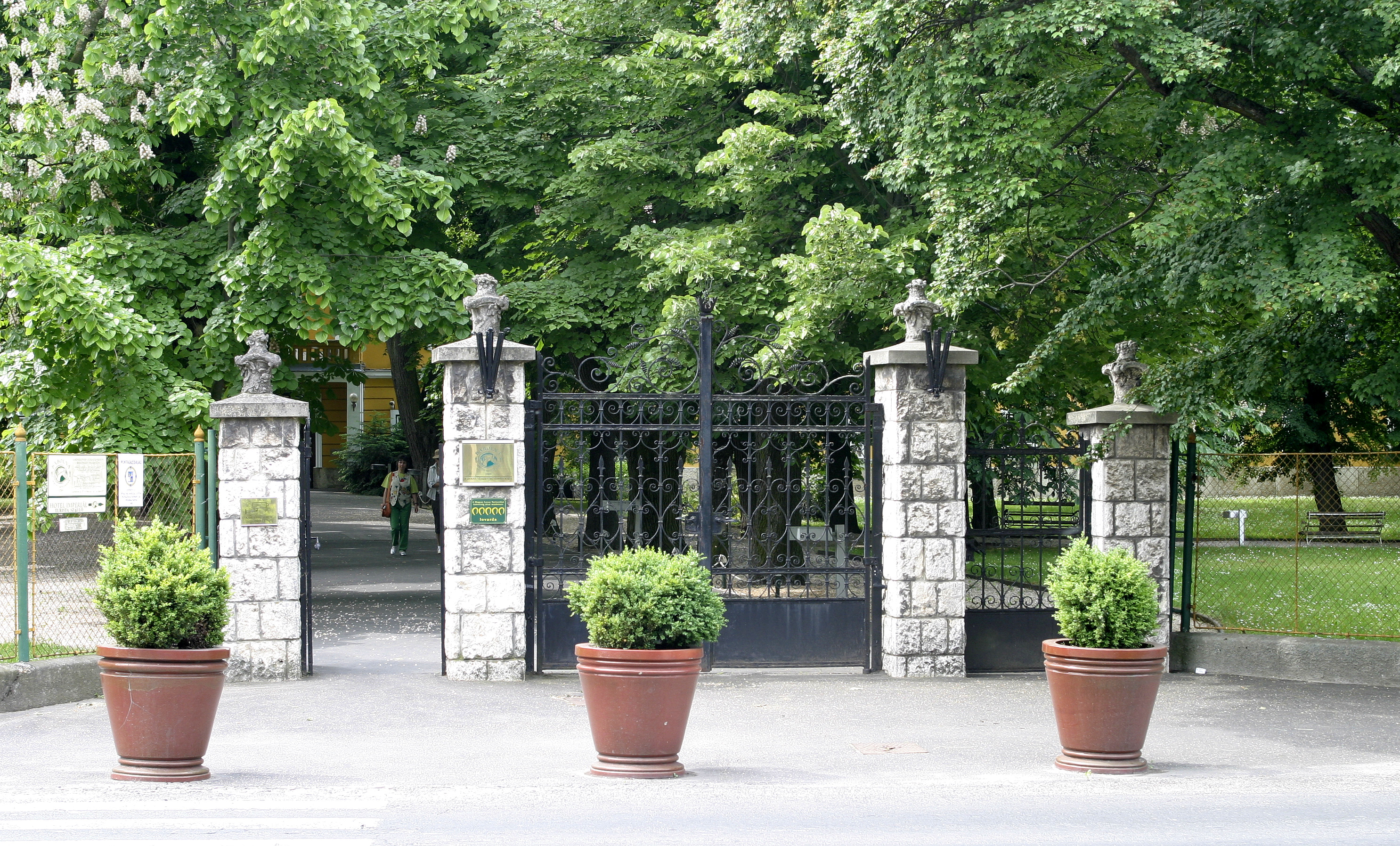
Eingangstor am Gestüt von Babolna

Am 10. Juli 1846 rückte Ottinger zum Generalmajor auf. Bei den militärischen Maßnahmen zur Niederschlagung der Ungarischen Revolution 1848/1849 befehligte er die Kavalleriebrigade im Armeekorps des Feldmarschalleutnants Joseph Jelačić von Bužim. Im Auftrag des Feldmarschalls Alfred I. zu Windisch-Graetz unternahm er zur Verfolgung der feindlichen Arme einen Gewaltmarsch nach Bábolna und siegte bei einem dortigen Gefecht am 28. Dezember 1848. Dies führte zur Rettung des Gestütes Bábolna vor der Zerstörung, aber auch zur vollständigen Niederlage der ungarischen Einheiten und deren Zurückdrängung bis Szent-Igmand. Außerdem wurden sieben Offiziere und 700 Mann gefangen genommen. Nur zwei Tage später siegte Ottinger erneut bei Moor. Dort erkannte er die für ihn günstigen Bedingungen, griff daher, ohne die Division Hartlieb abzuwarten, den Gegner an und nahm beim Vorrücken auf die feindliche Rückzugslinie ein Honvédbataillon gefangen. Dafür wurde er mit dem Ritterkreuz des Militär-Maria-Theresien-Ordens ausgezeichnet (153. Promotion vom 29. Juli 1849).

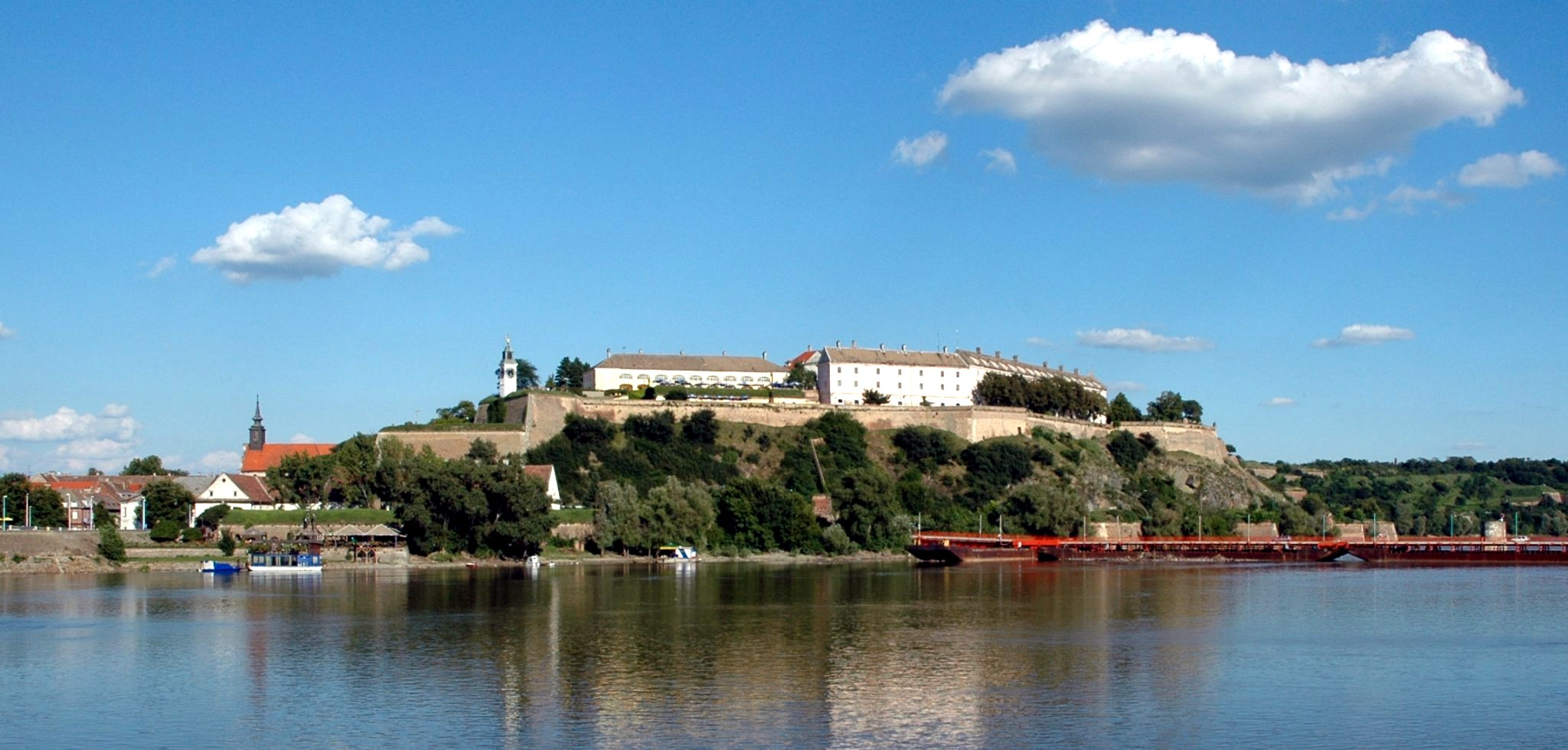
Festung Peterwardein

Gleich nach der Einnahme von Pest-Ofen wurde Ottinger Anfang Januar 1849 mit seiner Kürassierbrigade entsendet, um Szolnok zu besetzen. Er ließ die Eisenbahn- und Telegraphen-Verbindung nach Pest wiederherstellen und bemächtigte sich in Szolnok bedeutender Vorräte an Getreide, Salz sowie einer Notenpresse der Revolutionäre. In der Folgezeit war Ottinger an Gefechten bei Szolnok (22. Januar), Cegléd (25. Januar), Czibakháza (4. und 24. Februar), erneut Szolnok (5. März), Isaszeg (6. April) und schließlich am Rákosbach (11. April) beteiligt. Aufgrund seiner Leistungen bei diesen Kämpfen avancierte er am 30. April 1849 zum Feldmarschallleutnant und Kavalleriedivisionär bei der Südarmee. Bei Káty (Kács) nördlich von Peterwardein verleitete er die Revolutionsarmee am 9. Juni zu unbedachtem Vorrücken und schlug sie dann durch einen plötzlichen Angriff von beiden Flanken in die Flucht. Einen Monat später, am 14. Juli, war er an der Schlacht bei Hegyes beteiligt, wobei während des Kampfes sein Pferd erschossen wurde, er selbst aber überlebte. Nach der Niederschlagung der Revolution war er bis 1856 als Divisionskommandant in Ungarn eingesetzt.
In Anerkennung seiner Leistungen wurde ihm von Kaiser Franz Joseph I. am 22. Februar 1851 zu Wien die Freiherrnwürde verliehen, die am 18. Oktober 1858 und 16. September 1865 mit kaiserlicher Genehmigung an seine Neffen und Adoptivsöhne Gottfried und Gustav Adolf übertragen wurde. 1852 wurde er zweiter Inhaber des Husarenregiments „Kaiser“ Nr. 1. Am 15. November 1856 wurde Ottinger schließlich zum Oberleutnant der 1. Arcièren-Leibgarde ernannt sowie gleichzeitig mit dem Komturkreuz des Leopold-Ordens ausgezeichnet. Er trug außerdem den Orden der Eisernen Krone 2. Klasse und das K. k. Militärverdienstkreuz. Am 7. April 1860 wurde Ottinger der Titel Geheimrat verliehen. Zum 1. Januar 1867 trat er als General der Kavallerie „ad honores“ in den Ruhestand. Er hat ein Ehrengrab am Wiener Zentralfriedhof.

## Wappen
Beschreibung von Ottingers Wappen von 1851: Quadrierter Schild. 1 und 4 ein silbernes Feld. 2 in Rot ein aus dem linken Seitenrande hervortretender geharnischter Arm, dessen Faust einen blanken altertümlichen Säbel an goldenem Gesäße trägt, der an die Hirnschale eines vorwärtsgekehrten, mit dem Rumpfe versehenen, am rechten Seitenrande befindlichen Mohrenkopfes einschlägt. 3 in Rot auf einem aus dem Fußrande sich erhebenden Hügel ein aus Quaderstücken erbauter gezinnter Turm mit verschlossenem Tore, in welchem das Fallgitter zur Hälfte herabgelassen ist und zwei über dem Tore nebeneinander angebrachten gewölbten Fenstern. Auf dem Schilde ruht die Freiherrenkrone, auf welcher ein ins Visier gestellter gekrönter Helm sich erhebt, aus dessen Krone zwei offene, mit den Sachsen gegeneinander gekehrte, von Silber und Rot abwechselnd quergeteilte Adlerflügel emporragen. Die Helmdecken sind zu beiden Seiten rot mit Silber belegt.

## Sonstiges
Johann Strauss (Sohn) widmete Ottinger den „Ottinger-Reiter-Marsch“, op. 83 (1850).